# Christoph Georgii
Christoph Georgii (* 21. März 1977) ist ein deutscher Kirchenmusiker.
Georgii studierte Kirchenmusik, Popularmusik und Klavier an der Hochschule für evangelische Kirchenmusik Bayreuth. Von 2004 bis 2008 wirkte er als Kantor der Johanneskirchengemeinde in Bad Kreuznach. 2008 wurde er zum Landeskirchlichen Beauftragten für Popularmusik der Evangelischen Landeskirche in Baden berufen. An der Hochschule für evangelische Kirchenmusik Bayreuth lehrte er Jazz-Rock-Piano, Liturgisches Orgelspiel und schulpraktisches Klavierspiel. 2023 erfolgte die Berufung zum Professor für Jazz/Rock/Pop an die Hochschule für Kirchenmusik Heidelberg.

## Veröffentlichungen

### Instrumentalmusik
- Anregungen für Vorspiele und Intonationen in: Basiswissen Kirchenmusik, Band III, Carus-Verlag

### Vokalmusik
- Ein Neues Lied in meinem Mund, 14 neue Lieder

### Kirchenlieder
- Vielleicht, dass dein Kreuz allzu oft beschrieben mit Worten, Passionslied 2010; Text: Hartmut Handt; Musik: Christoph Georgii (2010); unter anderem im Gesangbuch Wo wir dich loben, wachsen neue Liede - plus. Strube-Verlag 2018[5]
- An dunklen, kalten Tagen beschleicht uns banges Fragen: Was wird morgen sein?, Text: Claus Clausen, Musik: Christoph Georgii; unter anderem im Gesangbuch Wo wir dich loben, wachsen neue Liede - plus. Strube-Verlag 2018[6]